# Úřednické písmo

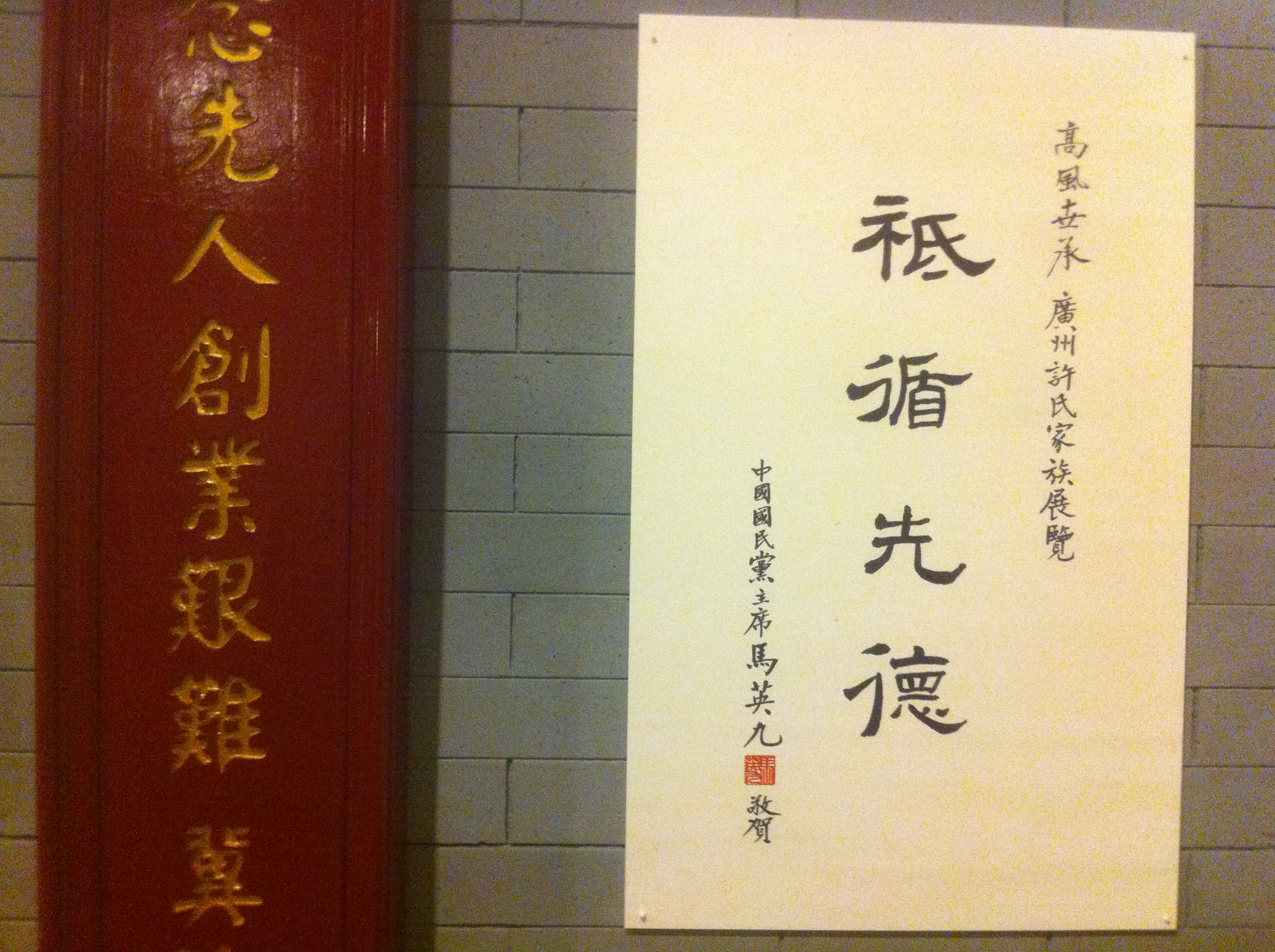
Gratulace tchajwanského prezidenta Ma Jing-ťioua psaná v úřednickém písmu, 2012, University Museum & Art Gallery, University of Hong Kong

Úřednické písmo (čínsky v českém přepisu li-šu, pchin-jinem lìshū, znaky zjednodušené 隶书, tradiční 隸書) je starý styl čínské kaligrafie, který se vyvinul v období válčících států jako zběžné písmo pro každodenní použití v administrativě, v chanském období se stalo oficiálním písmem a bylo používáno i v následujících staletích. Vzhledem k čitelnosti pro moderní čtenáře se stále používá jako umělecké písmo titulků, vývěsních štítů a reklam. Jeho čitelnost vychází ze zavedení rovných tahů, sdílených s moderním vzorovým písmem (kchaj-šu).

## Historie

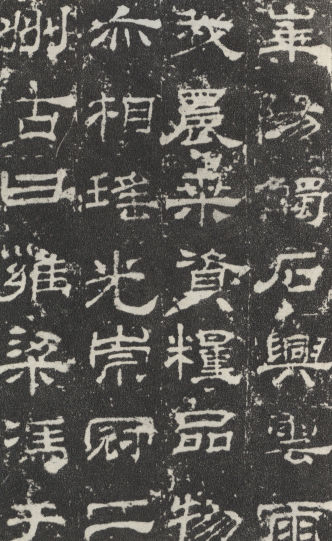
Detail stély s nápisem v úřednickém písmu z kláštera Chua-šan (华山庙碑), cca 100 př. n. l.

Úřednické písmo se vyvíjelo od 4. století př. n. l. jako neformální písmo používané na nižších úrovních státní správy, umožňující rychlejší zapisování než oficiální pečetní písmo. Vláda říše Chan jej pozvedla na oficiální úřední písmo. V této pozici zůstalo i za následujících dynastií Wej a Ťin, než ho postupně nahradilo vzorové písmo.
Svými vlastnostmi znamenalo přelom ve vývoji čínského písma, zásadní bylo zejména zavedení rovných tahů místo oblouků a kliček, což výrazně zrychlilo psaní. Dalšími novinkami bylo zjednodušení znaků, zejména snížení počtu opakujících se prvků, sloučení tvarově blízkých složek znaků v jednu (i bez ohledu na jejich výslovnost) a proměnlivost složek znaku v závislosti na jejich umístění.
Strukturou a rovnými tahy je úřednické písmo obecně podobné modernímu (vzorovému) písmu; nicméně na rozdíl od spíše vysokého moderního písma jsou jeho znaky širší než vyšší, což bylo spojeno se šetřením místa na tehdejším psacím materiálu – bambusových úštěpcích na které se psalo shora dolů. Často se objevuje i výrazné zvlnění diagonálních tahů doprava nebo dolů.
Původní verze úřednického písma se označují jako starší úřednické písmo ku-li (čínsky pchin-jinem gǔlì, znaky zjednodušené 古隶, tradiční 古隸) či čchinské úřednické písmo čchin-li (čínsky pchin-jinem qínlì, znaky zjednodušené 秦隶, tradiční 秦隸). V 1. století př. n. l. se ze staršího úřednického vyvinulo chanské úřednické chan-li (čínsky pchin-jinem hànlì, znaky zjednodušené 汉隶, tradiční 漢隸) či nové úřednické ťin-li (čínsky pchin-jinem jīnlì, znaky zjednodušené 今隶, tradiční 今隸) písmo. Vrcholná varianta chanského písma je nazývána pa-fen (čínsky pchin-jinem bāfēn, znaky 八分).